# Euxenite-(Y)
L'euxenite-(Y), chiamata anche policrasio-(Y) (simbolo IMA: Eux-Y) è un minerale piuttosto raro del gruppo omonimo appartenente alla classe degli "ossidi e degli idrossidi"; la sua composizione chimica è (Y,Ca,Ce,U,Th)(Nb,Ta,Ti)2O6. Gli elementi ittrio, calcio, cerio, uranio e torio o niobio, tantalio e titanio indicati tra parentesi tonde possono sostituirsi l'uno con l'altro nella formula, ma sono sempre nella stessa proporzione con gli altri componenti del minerale.

## Etimologia e storia
L'euxenite-(Y) fu scoperta per la prima volta da Baltazar Mathias Keilhau in una formazione pegmatitica senza nome vicino a Jølster nella provincia norvegese di Sogn og Fjordane e descritta nel 1840 da Theodor Scheerer (1813-1875), che chiamò il minerale dalla parola greca εύξενος [euxenos] che vuol dire "ospitale verso gli stranieri", per descrivere la sua caratteristica di contenere spesso elementi rari.
Nel 1987, il nome del minerale è stato adattato in euxenite-(Y) dall'Associazione Mineralogica Internazionale (IMA) a causa del suo componente predominante, l'ittrio.

## Classificazione
Nell'obsoleta, ma in parte ancora in uso, 8ª edizione della sistematica minerale secondo Strunz, l'euxenite-(Y) apparteneva alla classe degli "ossidi con rapporto di quantità di massa metallo:ossigeno = 1:2 (MO2 e composti correlati)", dove ha dato il nome alla "serie dell'euxenite" con il sistema nº IV/D.19 in cui era elencata insieme altri membri calciosamarskite, fersmite, ishikawaite, loranskite-(Y), písekite-(Y), policrasio-(Y), samarskite-(Y), samarskite-(Yb), tanteuxenite-(Y), uranopolicrasio, yttrocolumbite-(Y), yttrocrasite-(Y) e yttrotantalite-(Y).
La 9ª edizione della sistematica minerale di Strunz, valida dal 2001 e utilizzata dall'Associazione Mineralogica Internazionale (IMA), classifica l'euxenite-(Y) nel reparto "4.D Metallo:Ossigeno = 1:2 e simili". Tuttavia, questo è ulteriormente suddiviso in base alla dimensione relativa dei cationi coinvolti e alla struttura cristallina, in modo che il minerale sia classificato in base alla sua composizione nella suddivisione "4.DG Con cationi di grande dimensione (± cationi di media dimensione); catene di ottaedri che condividono uno spigolo", dove dà anche il nome al "Gruppo dell'euxenite" con il sistema nº 4.DG.05 che forma con altri membri fersmite, kobeite-(Y), loranskite-(Y), policrasio-(Y), tanteuxenite-(Y), uranopolicrasio e yttrocrasite-(Y).
Nell'edizione successiva, proseguita dal database "mindat.org" e chiamata Classificazione Strunz-mindat, la classificazione viene mantenuta invariata.
La classificazione dei minerali secondo Dana, utilizzata principalmente nel mondo anglosassone, classifica anche l'euxenite-(Y) nella classe degli "ossidi e idrossidi", ma anche nella divisione di "ossidi multipli con Nb, Ta e Ti". Qui si trova nel gruppo senza nome 08.03.08 all'interno della suddivisione "Ossidi multipli con Nb, Ta e Ti e la formula A(B2O6)".

## Abito cristallino
L'euxenite-(Y) cristallizza nel sistema ortorombico nel gruppo spaziale Pbcn (gruppo nº 60) con i parametri reticolari a = 14,64 Å, b = 5,55 Å e c = 5,19 Å oltre a 4 unità di formula per cella unitaria.

## Proprietà
Il minerale può essere debolmente radioattivo a causa dei bassi livelli di cerio, uranio e torio. Tenendo conto della serie di decadimento naturale o dei prodotti di decadimento esistenti, l'attività specifica è data essere di 80 Bq/g (per confronto, il potassio naturale ha un'attività specifica di 31,2 Bq/g).
Anche se la radioattività intrinseca del minerale è piuttosto debole, distrugge comunque la sua struttura cristallina nel tempo, in modo da diventare prevalentemente un metamict.

## Origine e giacitura
L'euxenite-(Y) si forma magmaticamente nelle pegmatiti granitiche e alcaline, ma può anche essere arricchita secondariamente nei placer. I minerali di accompagnamento includono eschinite-(Y), albite, allanite, berillo, betafite, biotite, columbite, gadolinite, granato, ilmenite, magnetite, microclino, monazite, muscovite, thorite, uraninite, xenotime e zircone.
Essendo una formazione minerale piuttosto rara, l'euxenite-(Y) può essere abbondante in vari siti, ma nel complesso non è molto comune. A partire dal 2013 sono noti circa 400 siti. Oltre alla sua località tipo (Jølster in Sogn og Fjordane), il minerale è stato trovato in Norvegia anche a Nesodden in Akershus; in diverse località nei comuni di Arendal, Evje og Hornnes, Iveland e Risør nell'Aust-Agder; nei pressi di Hurum a Buskerud; a Drag e Hundholmen nel Nordland; vicino a Tverrbotntind e Sel in Oppland; in varie località di Østfold; vicino a Tørdal e Kragerø nel Telemark; su Kvaløya a Troms; in alcuni siti a Vest-Agder e a Hedrum a Vestfold. Kragerø nel Telemark e Hitterø nel Vest-Agder, dove sono stati trovati cristalli di euxenite-(Y) lunghi fino a 15 centimetri, sono noti per gli eccezionali ritrovamenti del minerale.
In Italia l'euxenite-(Y) è stata trovata in Lombardia (Chiesa in Valmalenco, Novate Mezzola e Cuasso al Monte), in Piemonte (Bagnolo Piemonte, Baceno, Craveggia, vicino a Stresa, per citarne alcuni), in Trentino Alto-Adige (Valle Isarco) e in Toscana (Campo nell'Elba).
In Germania, l'euxenite-(Y) è stata finora rinvenuta principalmente in Sassonia, tra cui Biesig, Königshain, Thiemendorf (Waldhufen) e Döbschütz nel distretto di Görlitz, ma anche dalla cava "Steinerleinbach" vicino a Röhrnbach nella Bassa Baviera.
In Austria, il minerale è stato finora trovato ad Artolz e Gebharts nella Bassa Austria, a Hopffeldboden (Alti Tauri) nel Salisburghese e a Zamser Grund nella Zillertal in Tirolo.
In Svizzera, l'euxenite-(Y) è stata finora trovata solo nel lago di Cavloc nella Val Forno nel Canton Grigioni, nel Gridone nel Canton Ticino e nella Crête de Thyon nella Val d'Hérens nel Canton Vallese.
Altri siti sono sparsi un po' per tutto il mondo.

## Forma in cui si presenta in natura
L'euxenite-(Y) di solito sviluppa cristalli tozzi e prismatici, ma si presenta anche sotto forma di aggregati minerali radiali. Il suo colore varia tra il nero, il nero brunastro e il nero verdastro e il suo colore della linea tra il giallastro, il grigiastro e il bruno rossastro.